# 633 г. пр.н.е.

## Събития

### В Азия

#### В Асирия
- Цар на Асирия е Ашурбанипал (669/8 – 627 г. пр.н.е.).[1]
- Цар Кандалану (648/7 – 627 г. пр.н.е.) управлява Вавилон като подчинен на асирийския цар.[2]

### В Африка

#### В Египет
- Псаметих (664 – 610 г. пр.н.е.) е фараон на Египет.[3][4]

## Родени
- Йоахаз,[5] син цар Йосия и за кратко цар на Юдея (умрял 609 г. пр.н.е.)